# Napszél

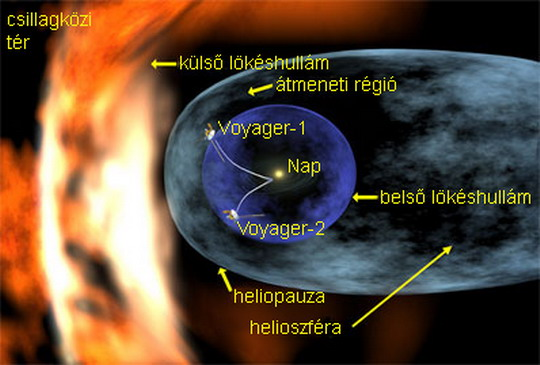
A napszél plazmája találkozik a csillagközi térrel

A napszél töltött részecskék plazmaáramából és mágneses térből áll, melyek egy csillag felső atmoszférájából lökődtek ki. Amennyiben a napszél nem a Föld Napjából származik, csillagszélnek nevezzük.
Főként nagyenergiájú elektronokat és protonokat tartalmaz (körülbelül 1 keV), melyek képesek legyőzni a csillag gravitációját. Több jelenség közvetlenül kapcsolódik a napszélhez, így a sarki fények, az üstökösök csóvája, és a mágneses viharok, melyek képesek megzavarni a földi elektromos rendszereket.
Míg a korai modellek főként a hőenergiának tulajdonították az anyag felgyorsulását, az 1960-as évekre egyértelművé vált, hogy a hő okozta gyorsulás önmagában kevés lenne a napszél nagy sebességének előidézéséhez. Más gyorsító mechanizmusra is szükség van, és ezek okai az ion ciklotron hullámok. Az ion ciklotron hullámok protonokból állnak, amik a Nap mágneses terében hullámszerűen mozognak. A hullámok a Napból erednek és áthaladva a napszélen, több millió fokra hevítik azt és több millió km/h sebességre gyorsítják. A napszélben lévő kémiai elemek, mint a hidrogén, a hélium és a nehezebb ionok különböző sebességgel haladnak; különböző a hőmérsékletük és érdekes, hogy a hőmérséklet az iránnyal változik. A nehezebb ionok jól rezonálnak az ion ciklotron hullámokkal. Összehasonlítva a könnyebb alkotórészekkel, a nehezebbek több energiára tesznek szert és jobban felmelegszenek a haladásuk során.
A jelenség megértése fontos a fúziós reaktor megalkotása szempontjából. Ott problémát jelent az a szennyeződés, amit a fúziós kamra faláról leváló fém ionok jelentenek, amik bekerülnek a plazmába és lehűtik azt annyira, hogy a fúzió folyamata megáll. Az ion ciklotron hullámok működésének megértése segíthet megfordítani a fúziós kamrában lejátszódó nemkívánatos jelenséget.
Az 1970-es évek óta ismert, hogy a napszél mozgása az Alfvén-hullámokra jellemző tulajdonságokkal bír. A hullámok egyik jellemzője az állandó amplitúdó és a véletlenszerű irányultság.

## 2008-ban mélyponton a napszél erőssége
A NASA 2008 szeptemberi közleménye szerint a napszél erőssége 50 éves mélypontot ért el. Dave McComas, a Southwest Research Institute (San Antonio, Texas, USA) kutatója szerint a napszél erőssége mintegy 20%-ot csökkent az 1990-es évek közepe óta. Az 1960-as évek óta, amióta a napszél erősségét mérik, ez jelenti a mélypontot. Mivel eddig nem fordult elő hasonló jelenség, a tudósok nem tudják, hogy mennyire szokatlan csökkenésről van szó, azonban a trend tartósnak látszik.
Dave McComas az Ulysses szonda fedélzetén lévő SWOOPS napszélérzékelő vezető elemzője. Az Ulysses, amit 1990-ben bocsátottak Nap körüli pályára, olyan pályán mozog, amivel a Nap sarki és egyenlítői területeit is vizsgálni tudja.
Érdekes módon a napszél sebessége mindössze 3%-kal kisebb a korábbiaknál. A napszél nyomásának csökkenése főleg a hőmérséklet és a sűrűség csökkenéséből adódik. A hőmérséklet 13%-kal, a sűrűség 20%-kal csökkent.
A csökkenő napszél következményei az egész Naprendszerre hatással vannak. A helioszféra a Nap körül kialakuló „buborékként” képzelhető el, ami a Napból, mint „mágneses kút”-ból indul, és amit a napszél óriási méretűre felfúj. Minden bolygó belül van ezen a „buborékon”, beleértve a Pluto törpebolygót is. Igazság szerint nincs is tapasztalatunk ezen a téren kívül, mivel ott még ember készítette eszköz nem járt.
A helioszféra a Naprendszer első védővonala az űrből érkező kozmikus sugarakkal szemben. Fekete lyukakból és szupernóvákból kirepülő nagy energiájú részecskék folyamatosan áramlanak a Naprendszer irányába, de ezek nagy részét a helioszféra mágneses tere eltéríti.
Ha a napszél kevésbé „fújja fel” a helioszférát, az gyengébb védelmet jelent a kozmikus sugarakkal szemben.
A lecsökkent napszélen kívül az Ulysses szonda a Nap mágneses terének 30%-os csökkenését is regisztrálta az 1990-es évek közepe óta, ami még kisebb természetes védelmet jelent.
Eddig publikálatlan Ulysses-mérések szerint a nagy energiájú, GeV-os (gigaelektronvolt) elektronok száma (a kozmikus sugárzás kicsiny, de árulkodó része) 20%-os növekedést mutat. Ezek a sugarak nem jelentenek veszélyt a Föld felszínén tartózkodókra, mivel a vastag atmoszféra védőrétegként viselkedik.